# Dorlisheim
```
Dorlisheim
 (in 
alsaziano
 
Dorelse
) è un 
comune francese
 di 
2 492
 abitanti situato nel dipartimento del 
Basso Reno
 nella regione del 
Grand Est
.
```

## Società

### Evoluzione demografica
Abitanti censiti